# Hypolobus
Hypolobus es un género monotípico de enredadera perteneciente a la familia Apocynaceae. Contiene una única especie: Hypolobus infractus E.Fourn.. Es originario de Sudamérica en Brasil (Bahia), donde se encuentra en Amazonia, Caatinga, Cerrado, Mata Atlántica, Pampa y Pantanal.

## Descripción
Son enredaderas. Las hojas cortamente pecioladas; herbáceas de 2.5-3 cm de largo y 1.8-2.4 cm de ancho, ovadas, basalmente cuneadas a ligeramente cordadas, el ápice mucronado, adaxial como abaxialmente densamente hirsutas a tomentosas.
Las inflorescencias son extra-axilares, a veces a pares, con 15-30 de flores,  pedunculadas. 

## Taxonomía
El género fue descrito por Eugène Pierre Nicolas Fournier y publicado en Flora Brasiliensis 6(4): 311. 1885.